# Бреннер, София Элизабет
София Элизабет Бреннер (швед. Sophia Elisabet Brenner; 1659—1730) — шведская писательница, поэтесса, «шведская Сапфо».
Была против устоявшегося взгляда на женщин в XVIII веке; стала первой шведской литературной писательницей и пионером женского интеллектуального освобождения.

## Биография
Родилась   29 апреля 1659 года в Стокгольме в семье Никласа Вебера (Niklas Weber) и его жены Кристины Спур (Kristina Spoor), происходивших из Германии.
София получила хорошее образование в Стокгольме в немецкой школе для мальчиков. Достаточно свободно выучив шесть языков, уже в юности писала стихи на шведском, немецком, французском, итальянском и голландском языках, а также на латыни. Немного также знала и английский. Она была одной из первых учениц Швеции, идущей по стопам  Урсулы Агриколы и Марии Палмгрен. В 1680 году она вышла замуж за Элиаса Бреннера, известного художника-миниатюриста и отца шведской нумизматики. У них в семье родилось 15 детей.

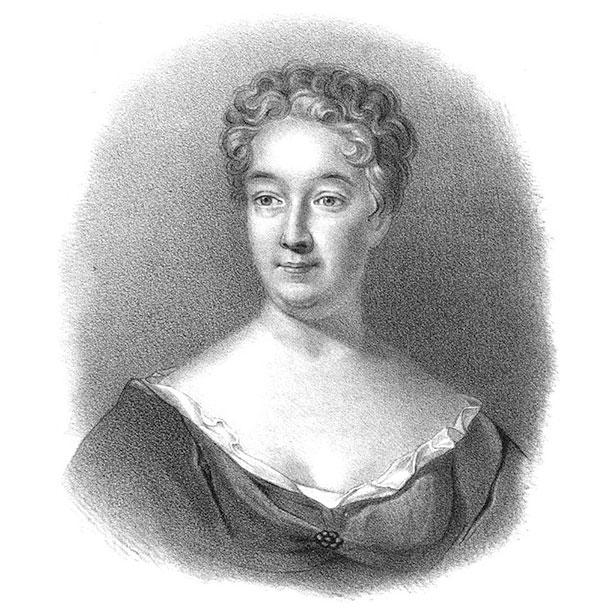
София Бреннер на литографии Кардон, Йохан

В круг друзей супругов Бреннер входили Аврора фон Кенигсмарк, Анна Мария Эренстраль, Йохан Руниус, Урбан Йерне и Петрус Тиллеус — люди, которые были увлечены поэзией. В 1713 году София опубликовала свой первый сборник стихов «Poetiske dikter» и стала первой женщиной, написавшей и напечатавшей стихи на шведском языке.
Она изучала нидерландскую, французскую и итальянскую поэзию и писала стихи на этих языках, кроме голландского, но самый распространенный язык её произведений — немецкий. Большинство её стихов посвящалось свадьбам, похоронам и другим событиям, связанным с публичными персонами. София Бреннер была названа первой феминисткой в Швеции из-за её поэмы «Det Qwinliga Könetz rätmätige Förswar», написанной в 1693 году. Также она писала и прозаические произведения.
Умерла 14 сентября 1730 года в Стокгольме.
В Национальной портретной галерее Швеции в Грипсхольме, открывшейся в 1822 году, София Элизабет Бреннер была в числе первых шести женщин шведской истории, портреты которых появились в коллекции галереи, наряду с Бригиттой Шведской, Хедвигой Шарлоттой Норденфлихт, Барбро Стигсдоттер, Софией Элеонорой Розенхейн и Венделой Шютте.

## Избранная библиография
- Det Qwinliga Könetz rätmätige Förswar, 1693.
- Poetiske Dikter, 1709.
- Vårs Herres och Frälsares Jesu Christi alldra heligaste Pijnos Historia rijmvijs betraktad, 1727.
- Samlade vitterhetsarbeten af svenska författare från Stjernhjelm till Dalin.
- Samlade dikter.
- Letters of a learned lady : Sophia Elisabeth Brenner's correspondence, with an edition of her letters to and from Otto Sperling the Younger.